# Cerveceros de Nogales
Los Cerveceros de Nogales fue un equipo que participó en la Liga Mexicana de Béisbol con sede en Nogales, Veracruz, México.

## Historia
Los Cerveceros de Nogales participaron tres temporadas en la Liga Mexicana de Béisbol, desde la campaña de 1936 hasta la temporada de 1938. Durante su tres temporadas en el circuito no se coronaron campeones de la liga, la primera ocasión terminaron empatados en cuarto lugar con marca de 8 ganados y 12 perdidos. Para su segunda temporada terminaron con récord de 13 ganados y 10 perdidos terminando en tercer lugar de la Zona Sur, en su última campaña terminaron en quinto lugar con 22 ganados y 27 perdidos. El equipo de Cerveceros fue el primer club de la liga al que le lanzaron un juego sin hit ni carrera, conseguido por el lanzador Martín Dihigo de los Rojos del Águila de Veracruz en la temporada de 1937.

## Jugadores

### Roster actual
Por definir.

### Jugadores destacados
Ninguno.

### Números retirados
Ninguno.

### Novatos del año
Ninguno.

### Campeones Individuales

#### Campeones Bateadores
| Año | Nombre  | Porcentaje |
| --- | ------- | ---------- |
| NA  | Ninguno | NA         |

#### Campeones Productores
| Año | Nombre  | Producidas |
| --- | ------- | ---------- |
| NA  | Ninguno | NA         |

#### Campeones Jonroneros
| Año | Nombre  | Jonrones |
| --- | ------- | -------- |
| NA  | Ninguno | NA       |

#### Campeones de Bases Robadas
| Año | Nombre  | Bases |
| --- | ------- | ----- |
| NA  | Ninguno | NA    |

#### Campeones de Juegos Ganados
| Año | Nombre  | Récord |
| --- | ------- | ------ |
| NA  | Ninguno | NA     |

#### Campeones de Efectividad
| Año | Nombre  | Porcentaje |
| --- | ------- | ---------- |
| NA  | Ninguno | NA         |

#### Campeones de Ponches
| Año | Nombre  | Ponches |
| --- | ------- | ------- |
| NA  | Ninguno | NA      |

#### Campeones de Juegos Salvados
| Año | Nombre  | Juegos |
| --- | ------- | ------ |
| NA  | Ninguno | NA     |